# Яккима (Лахденпохский район)
Я́ккима (фин. Jaakkima) — бывший придорожный посёлок близ станции Якимвара, ныне входит в региональную агломерацию города Лахденпохья Лахденпохского района в составе Республики Карелия в России.
Железнодорожная станция Яккима расположена на 218,1 км перегона Ихала — Куммунйоки в 3 км от районного центра Республики Карелия Лахденпохья.

## История

### Швеция
Первоначально называлась Jaakkimanvaara (холм Яаккима), впервые упоминается в 1589 году как Jacon wara в шведских источниках.

### Финляндия
В 1845 году при финансовом содействии землевладельца Яаккима — графа Александра Кушелева-Безбородко было начато строительство новой лютеранской церкви для общины Яаккима, подготовленного известным архитектором Карлом Энгелем.
Строительство шло 5 лет, кирха была освящена 19 октября 1851 года. В ней могли разместиться до 3000 прихожан.
Накануне 1939 года в Яаккима проживало около 9500 человек (в Лахденпохья — около 2000, а в Лумиваара — около 5000).

### СССР
По итогам Советско-финской войны (1939—1940) территория отошла к СССР согласно условиям Московского мирного договора 1940 года.
Во время наступления 1941 года седьмой пехотный полк армии Финляндии (фин. Suomen VII armeijakunta) занял Яаккима.
После Московского перемирия 1944 года Яаккима снова отошла к СССР. Название, по принятым тогда нормам транслитерации, было записано как Яккима.
После перехода Яаккима-Лахденпохья к СССР в здании лютеранской кирхи был лагерь военнопленных, вокруг храма стоял забор из колючей проволоки, по углам здания — вышки.
Позже церковь использовали в качестве общежития, а потом — склада горторга. В 1977 году церковь сгорела.

### Российская Федерация
В начале 1990-х к руинам кирхи были возвращены два гранитных блока памятника местным финским воинам, погибшим в 1918 году. Установлен памятный крест. Кроме того при участии Финляндии осуществлена консервация стен храма.
В 2019 году руины и территория вокруг облагорожена, в дверные проёмы поставлены двери, внутри развалин создан музей «Город ангелов».